# Louise Aston

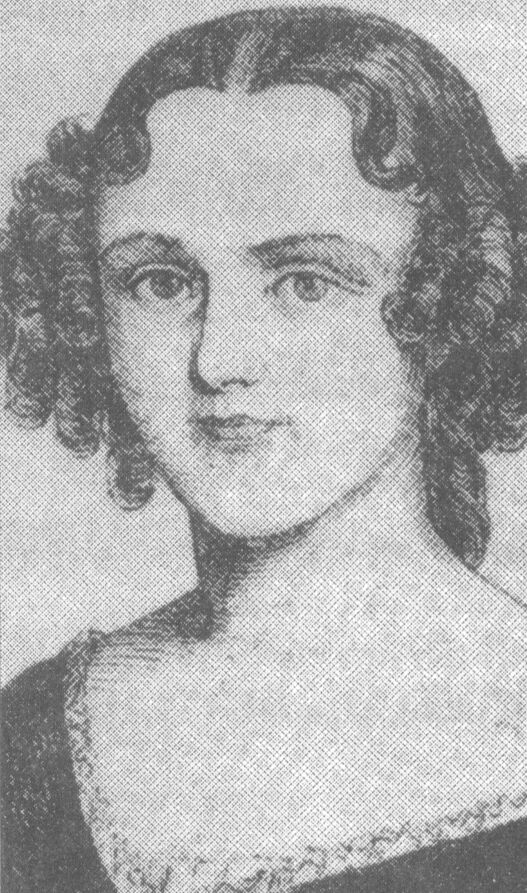
Louise Aston

Louise Franziska Aston, född 26 november 1814 i Gröningen, död 21 december 1871 i Wangen im Allgäu, var en tysk författare och feminist. Hon var känd för sin radikala livsstil och för sitt stöd för kvinnors frigörelse och den demokratiska rörelsen i Tyskland. 

## Biografi
Louise Aston var dotter till teologen Johann Gottfried Hoche. Hon gifte sig år 1835 med en rik engelskättad fabrikör, Samuel Aston, och levde med honom i Magdeburg, där hon ställde till ett antal skandaler i den lokala societeten. Hon uppgav senare att fadern hade tvingat henne att gifta sig. Hon for 1839 till Berlin och tog ut skilsmässa. Paret gifte senare om sig med varandra, men skilde sig igen år 1844. I Berlin levde hon en tid tillsammans med poeten Rudolf Gottschall som sambo, umgicks i radikala kretsar med bland annat Otto von Corvin och Max Stirner och promenerade på gatan och rökte cigarr klädd som en man. 
Aston blev snart känd som radikal feminist i Tyskland. Hon var ateist och vände sig mot religionen. Hon kritiserade äktenskapet; då kvinnor under denna tid ofta tvingades gifta sig för försörjningens skull, och blev ekonomiskt beroende av maken, var det svårt att gifta sig för kärleks skull eller att bevara kärleken inom äktenskapet. Äktenskapet under sådana förhållanden kunde då räknas som en form av prostitution. Detta var en åsikt som började tas upp av den samtida kvinnorörelsen, men hon gick längre när hon dessutom talade för fri kärlek, det vill säga kärlek och sex utanför äktenskapet. Detta var känsligt även för kvinnorörelsen, som inte diskuterade sexualitet på det viset; i den samtida kvinnorörelsen var man mycket försiktig med att inte hota religion eller den samtida sexualmoralen, eftersom det kunde innebära att de inte fick föra fram några frågor alls, och var därför noga med att ge ett "anständigt" intryck. Louise kritiserades därför av både manssamhällets företrädare och av kvinnorörelsen, av olika skäl. 
I pressen kallades hon för liderlig hora och skamlös förförerska som förstörde äktenskapen. Hon var övervakad av polisen som skuggade henne, satte spioner efter henne och läste hennes brev. 1846 förvisades hon från Berlin av polismyndigheten: "Jag måste inom åtta dagar lämna Berlin eftersom jag uttalat mig och levt för idéer som var farliga för borgerlig lag och ordning". År 1848 deltog hon i revolutionen i Tyskland, hon stred som soldat i Schleswig och hon engagerade sig i demokratirörelsen. Aston startade en tidning i Berlin som stoppades efter några nummer för att den var för radikal. Hon utvisades igen men återvände med hjälp av falskt pass. 
1850 gifte hon sig av kärlek med läkaren Eduard Meier, som hon blev mycket lycklig med. Hon bosatte sig med honom i Bremen. Aston övervakades, polisagenter sändes till hennes hem och hennes post lästes av polisen. Städer i olika delar av Tyskland samarbetade för att övervaka hennes post och brevväxlade om henne. Maken var överläkare och trakasserades och avskedades flera gånger på grund av att han var gift med henne, och man avkrävde honom att hon inte skulle få besöka hans patienter, att hon inte skulle få bo i hans tjänstebostad; man anklagade honom också för att inte ha avskedat en ogift mor och även ha hjälpt henne vid förlossningen. Vid ett tillfälle frågade han senaten rätt ut: "Är det så att man vill skilja mig från min fru?" och fick då svaret: "Ja, så är det."
Polisagenterna rapporterade att hon inte hade många kvinnliga vänner men däremot många manliga, som ofta besökte henne och "såg ut som demokrater". För en poliskommissarie som besökte henne i hemmet medgav hon att hon trodde på demokrati och republik och sade: "För närvarande anser jag att demokratins sak är förlorad. Det vore vansinnigt att göra något nu, men snart kommer det att bli tillfälle till det." 
Maken ristade en vildros på hennes gravsten, och på sin egen skrev han: "Den Gud gav en kvinna, gav han en klenod".

## Citat
| ” | Jag har begärt tillstånd att få bära manskläder för att kunna åhöra föreläsningar vid universitetet. Jag tror inte på Gud och jag röker cigarrer. Mitt mål är att befria kvinnorna även om det skulle kosta mig mitt hjärteblod. Jag anser att äktenskapet är osedligt, därför att jag inte tror att kärleken kan bestå i det. | „ |

## Verk
- Vilda rosor
- Lydia

### Fotnoter
1. 1 2 3 4 5  WeChangEd, läs online.[källa från Wikidata]
2. ↑  Kyle & Krusenstjerna, s. 44.
3. 1 2  Kyle & Krusenstjerna, s. 47.
4. ↑  Kyle & Krusenstjerna, s. 46.